# Frank Rühle

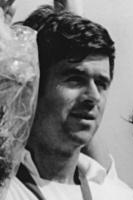
Der DRR-Meister im Vierer ohne Steuermann 1970 Frank Rühle

Frank Rühle (* 5. März 1944 in Dohna, Sachsen) ist ein ehemaliger deutscher Ruderer, der für die DDR 1968 und 1972 Olympiasieger in der Bootsklasse Vierer ohne Steuermann wurde und jeweils zwei weitere Goldmedaillen bei Welt- und Europameisterschaften gewann.

## Leben
Frank Rühle spielte bis zum Alter von 14 Jahren Handball und wurde 1959 Ruderer. Er bildete schon als Jugendlicher mit Dieter Schubert, Dieter Grahn und Frank Forberger eine Renngemeinschaft, die als Vierer ohne Steuermann des Sportklubs SC Einheit Dresden insgesamt elf Jahre unverändert Bestand hatte. Die Bootsbesatzung gewann mit Ausnahme des Jahres 1969, als Frank Rühle erkrankte, von 1966 bis 1972 jedes Jahr die Goldmedaille des internationalen Jahreshöhepunktes.
Sein erster Medaillenerfolg in der DDR gelang Frank Rühle im Jahr 1963 mit einem dritten Platz bei der DDR-Meisterschaft im Achter des SC Einheit Dresden.
Für ihren Olympiasieg 1968 wurde die Besatzung zu DDR-Sportlern des Jahres gewählt.
Der Trainer von Frank Rühle war Hans Eckstein.
Frank Rühle wurde zunächst Kupferschmied und beendete später ein Sportstudium an der Sporthochschule DHfK. Er arbeitete als Nachwuchstrainer und wurde später Chefverbandstrainer des Ruderverbandes der DDR. Nach dem Ende der DDR wurde er Inhaber einer Sportbekleidungs-Ausrüsterfirma.

## Erfolge im Einzelnen
Ohne Angabe der Bootsklasse: Vierer ohne Steuermann
- 1963:
  - DDR-Meisterschaft, Platz 3 im Achter (SC Einheit Dresden)
- 1965:
  - DDR-Meisterschaft: Platz 1, Platz 2 im Achter (SC Einheit Dresden)
- 1966:
  - DDR-Meisterschaft, Platz 1
  - Weltmeisterschaft: Platz 1
- 1967:
  - DDR-Meisterschaft, Platz 1
  - Europameisterschaft, Platz 1
- 1968:
  - Olympische Spiele, Platz 1
  - DDR-Meisterschaft, Platz 1; Platz 1 im Achter (SC Einheit Dresden)
- 1970:
  - DDR-Meisterschaft, Platz 1; Platz 2 im Achter (SC Einheit Dresden)
  - Weltmeisterschaft: Platz 1
- 1971:
  - DDR-Meisterschaft, Platz 1
  - Europameisterschaft, Platz 1
- 1972:
  - Olympische Spiele, Platz 1

## Auszeichnungen (Auswahl)
- 1968: Vaterländischer Verdienstorden in Silber
- 1971: Stern der Völkerfreundschaft in Silber
- 1972: Vaterländischer Verdienstorden in Gold